# Allgäu Team Sonthofen
Allgäu Team Sonthofen est un club allemand de volley-ball fondé en 1962 et basé à Sonthofen, évolue pour la saison 2016-2017 en 2.Bundesliga Süd.

## Effectifs

### Saison 2014-2015
Entraîneur :  Martin Peiske